# Vasil Shkurtaj
Vasil Shkurtaj (Vlorë, 27 de febrero de 1992) es un futbolista albanés. Juega de delantero y su equipo es el AEZ Zakakiou de la Segunda División de Chipre.

## Selección nacional
| Selección        | Año       | Partidos | Goles |
| ---------------- | --------- | -------- | ----- |
| Selección sub-19 | 2011      | 2        | 1     |
| Selección sub-21 | 2011-2015 | 9        | 2     |

## Clubes
| Club                     | País         | Año       | PJ | Goles |
| ------------------------ | ------------ | --------- | -- | ----- |
| Panionios GSS            | Grecia       | 2010-2011 | 3  | 0     |
| Thrasyvoulos Fylis       | Grecia       | 2011      | 7  | 0     |
| AO Platanias             | Grecia       | 2011      | 0  | 0     |
| Vilaverdense F. C.       | Portugal     | 2012      | 14 | 3     |
| C. D. Tondela            | Portugal     | 2012-2013 | 13 | 2     |
| Roda JC                  | Países Bajos | 2013-2014 | 9  | 1     |
| Niki Volos F. C.         | Grecia       | 2014-2015 | 11 | 4     |
| Asteras Tripolis F. C.   | Grecia       | 2015      | 12 | 3     |
| Xanthi F. C.             | Grecia       | 2016      | 12 | 0     |
| Aris de Limassol         | Chipre       | 2016-2017 | 20 | 4     |
| KS Luftëtari Gjirokastër | Albania      | 2017-2019 | 36 | 14    |
| F. K. Kukësi             | Albania      | 2019-2020 | 60 | 32    |
| Jiangxi Beidamen F. C.   | China        | 2020-2021 | 11 | 1     |
| F. K. Kukësi             | Albania      | 2022      | 9  | 1     |
| K. F. Laçi               | Albania      | 2022-2023 | 30 | 6     |
| ENAD Polis Chrysochous   | Chipre       | 2023-2024 | 7  | 2     |
| Flamurtari F. C.         | Albania      | 2024-2025 | 45 | 19    |
| AEZ Zakakiou             | Chipre       | 2025-     |    |       |

## Palmarés

### Títulos nacionales
| Título          | Club         | País    | Año  |
| --------------- | ------------ | ------- | ---- |
| Copa de Albania | F. K. Kukësi | Albania | 2019 |